# Obrona przeciwawaryjna
Obrona przeciwawaryjna (OPA) statku lub okrętu – ogół czynności mających na celu utrzymanie niezatapialności okrętu, gaszeniu pożarów oraz na naprawie uszkodzeń. Czynności te mają zapewnić zdolność morską jednostki pływającej, a w marynarce wojennej również zdolność bojową okrętu. Działania dotyczące OPA dzielą się na:
- walkę z wodą,
- walkę z pożarem.

Sprzęt obrony przeciwawaryjnej rozmieszczony jest na statkach we wszystkich przedziałach oraz w korytarzach, zgodnie z wymaganiami towarzystwa klasyfikacyjnego i pomalowany jest na kolor czerwony. Można go używać wyłącznie w przypadku awarii lub w czasie ćwiczeń OPA. Musi być umieszczony w miejscu widocznym i łatwo dostępnym. Mocuje się go na burtach, grodziach lub przepierzeniach za pomocą uchwytów, bądź w specjalnych skrzyniach. Sprzęt ten powinien podlegać okresowym przeglądom i konserwacji zgodnie z odpowiednimi przepisami obowiązującymi w marynarce handlowej i wojennej.